# HD 56925
HD 56925 (WR 7, HIP 35378) — звезда класса Вольфа-Райе в созвездии Большого Пса, находящаяся примерно в 13 800 световых годах (4 230 парсеках) от Солнца. Звезда окружена эмиссионной туманностью NGC 2359, которая также известна как Шлем Тора. Звезда HD 56925 в 1,26 раз больше и в 13 раз тяжелее Солнца, температура её поверхности около 112 000 К. Светимость звезды HD 56925 примерно в 229 000 раз больше светимости Солнца.
Звезда скрывается межзвёздной пылью и газом.